# Phanaeus melibaeus
Phanaeus melibaeus là một loài bọ cánh cứng trong họ Bọ hung (Scarabaeidae).